# Hypomyrina perigrapha
Hypomyrina perigrapha är en fjärilsart som beskrevs av Karsch 1895. Hypomyrina perigrapha ingår i släktet Hypomyrina och familjen juvelvingar. Inga underarter finns listade i Catalogue of Life.